# OGLE-2005-BLG-390L
OGLE-2005-BLG-390L è una debole stella che dista circa 21000 anni luce dalla Terra nella costellazione del Sagittario, nel bulbo galattico della Via Lattea.

## Caratteristiche e individuazione
È classificata come nana rossa di tipo spettrale M, sebbene c'è una piccola possibilità che sia una nana bianca. Ha una massa di circa 0,22 masse solari.
Si trova ad una ascensione retta di 17:54:19.2, declinazione -30:22:38 (epoca J2000.0).

La stella è al confine tra la costellazione del Sagittario e quella dello Scorpione, al centro del triangolo immaginario formato dagli oggetti di Messier M6, M7 e M8.

## Sistema planetario
OGLE-2005-BLG-390L ha attualmente un solo pianeta extrasolare noto: OGLE-2005-BLG-390L b.
Il pianeta è stato scoperto nel 2006 usando il metodo delle microlenti gravitazionali. La massa stimata del pianeta è 5 volte quella della Terra e orbita a una distanza di 2,5 UA dalla propria stella.
OGLE-2005-BLG-390L b è considerato uno dei più piccoli pianeti extrasolari attorno a una stella della sequenza principale. Con una massa di 5 volte la Terra è probabilmente un pianeta roccioso del tipo Super Terra.
Considerando la massa e la temperatura stimata che è di 50 K, con ogni probabilità è un pianeta ghiacciato come Plutone o Urano, piuttosto che un gigante gassoso come Giove.

### Prospetto
Segue un prospetto dei componenti del sistema planetario di OGLE-2005-BLG-390L, in ordine di distanza dalla stella.
| Nome                 | Nome                 | Massa    | Semiasse maggiore | Eccentricità | Periodo orbitale | Scoperta |
| -------------------- | -------------------- | -------- | ----------------- | ------------ | ---------------- | -------- |
| OGLE-2005-BLG-390L b | OGLE-2005-BLG-390L b | 0,018 MJ | 2,6 UA            | ?            | ~3500 giorni     | 2006     |